# Bicycle

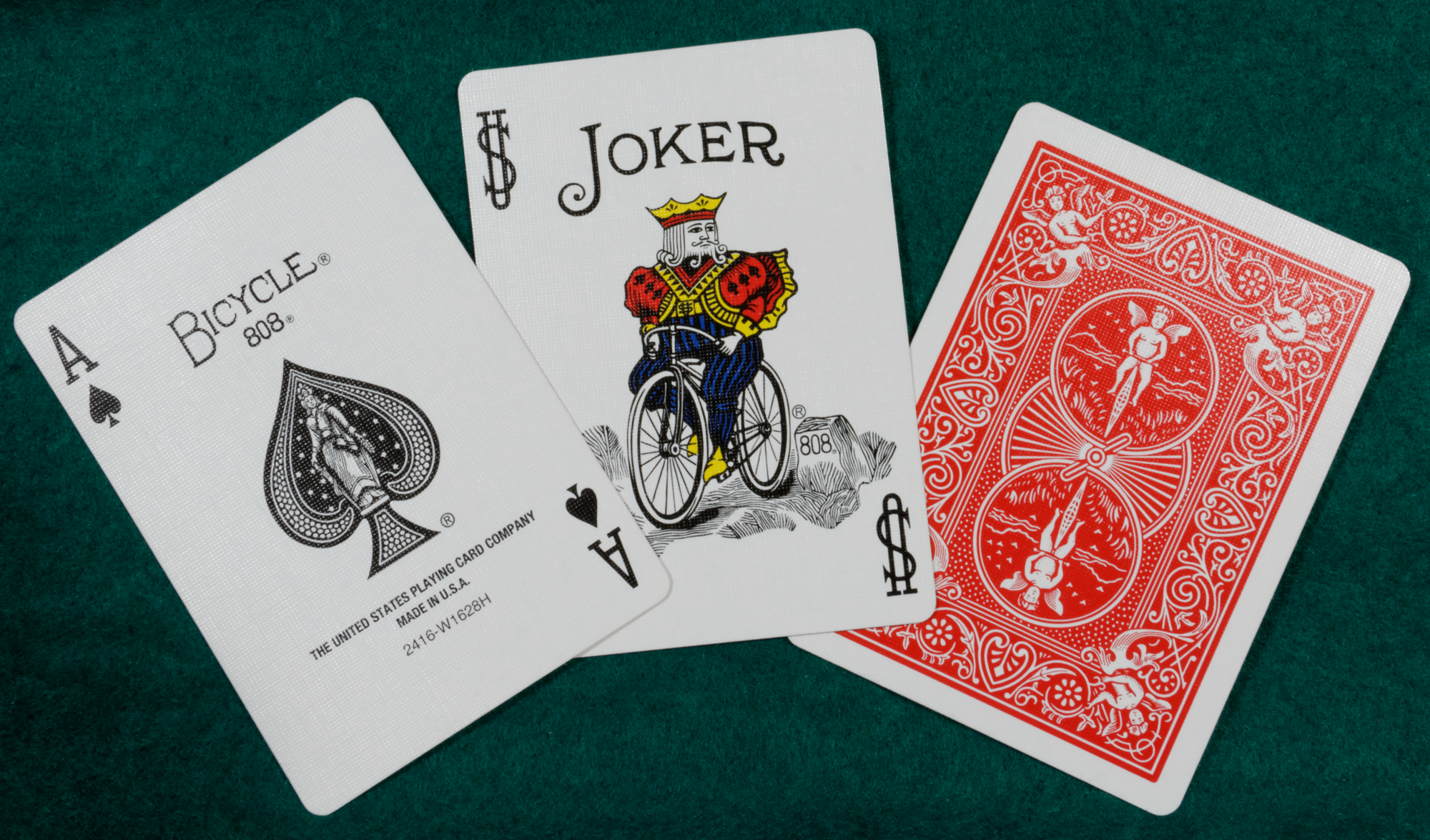
Naipes Bycicle.

Bicycle  es una marca de barajas de juego producida por USPCC (United States Playing Card Company) utilizada en la gran mayoría de casinos de América. También es una de las barajas más utilizadas por los ilusionistas - magos para realizar cartomagia, básicamente por su calidad, precio y por su textura mallada que las hace muy fáciles de manejar y difíciles de deformar.
Bicycle tiene ya más de un siglo de historia, comenzaron en la segunda mitad del siglo XIX en Cincinnati, Ohio. Por aquel entonces el mercado estaba dominado por fabricantes de la costa este de Estados Unidos. Comenzó siendo una imprenta y acabó siendo uno de los fabricantes de naipes más reputados del planeta
Las barajas Bicycle se caracterizan por su acabado Air Cushion y los dos Ángeles montados en bicicleta mirando de frente en su reverso (aunque existen otros diseños). También es característico su Joker montado en bicicleta.
USPCC también produce material para los magos que realizan cartomagia con sus cartas. Ellusionist produce otras barajas basadas en cartas Bicycle pero con un diseño especial. Produce, por ejemplo, la Black Tiger Deck donde la carta se encuentra en negativo o las 1800, donde las cartas parecen traídas de ese mismo año.

## Tipos de cartas Bicycle
- Jumbo: Tamaño gigante. Miden 11.5 x 17.5 cm.

- Bridge Size: Cartas de calidad profesional. Tamaño Bridge (un centímetro más estrechas que el tamaño poker)

- Vintage edición limitada: Esta baraja recrea los históricos dorsos de los naipes de Bicycle de hace 120 años

- Vintage 1800: Antiguas, usadas, agrietadas. Los naipes del 1800 están ajados por la historia. Ningún detalle ha quedado al azar, la ilustración de cada carta ha sido delicadamente confeccionada a mano.

- Tactical Field: Esta es una baraja común de tamaño poker, realizada específicamente con un diseño militar para el ejército de Estados Unidos. Dorso negro y verde militar.

- Elefante: El As de picas pasa a ser un elefante. Color verde militar. Figuras impresas en negativo.

- Master Edition: Presentando cartas de calidad premium, tipo casino, las Masters Edition representan las cartas de mayor calidad impresas por la Compañía United States Playing Card Company. Los mayores cambios respectos a las bicycle standard son su mayor duración, un manejo muy suave para florituras y un acabado UV500 Elite Airflow.

- Mini: Barajas Bicycle en tamaño miniatura

- Multicolor: Presentan una combinación de los colores rojo, verde, amarillo y azul con caras de estilo original así como dorsos negros

- Jumbo Index: Las cartas de dorso Bicycle presentan el dorso de diseño general utilizado por todos los casinos del mundo y los índices gigantes hacen que sea fácil para el público verlos a distancia.

- Raider: Diseño único. Borde y fondos negros. Doble capa de impresión negra para obtener el negro más oscuro posible. Material muy muy duradero. Se incluye carta de doble dorso.

- Ghost: Diseño en blanco, negro y gris. Usa el rojo para los palos de las cartas rojas. Muy estética.

- Tiger Black: esta baraja es muy comercial. Cartas en negativo, color blanco y negro. Muy bonita estéticamente a la hora de hacer abanicos o cintas.

- Baraja invertida: De tamaño regular para poker, estas barajas están impresas con los colores invertidos.

- Lefty Deck: La Baraja Zurda es la primera baraja Bicycle del mundo con índices invertidos. Los zurdos apreciarán la capacidad de mirar a hurtadillas y hacer abanicos estándar, mientras que los diestros pueden obtener ventajas de extensiones y abanicos invertidos.

- Prestige: Calidad Bicycle, dorsos dorados o plateados.

- LoVISION: Estas cartas están diseñadas para facilidad de empleo en personas con deficiencias visuales. Presentan palos con clave de color (cada palo tiene su propio color, junto con los colores tradicionales) y palos enormes.

- Bungalow, Crepúsculo, Rejuvenate y Flirtatious: Todas de tamaño poker, estas nuevas barajas presentan una combinación de color totalmente novedosa y cartas de figuras muy originales.

- Shadow Masters: Cada carta está diseñada a mano con mucho detalle, con un bellísimo joker. Incluye dos cartas trucadas. Calidad Master edition. Acabado “Air-Flow” UV500

- Edición ecológica: Estas cartas de poker de Bicycle, edición ecológica, están fabricadas con papel de bosques sustentables, plastificadas a base de almidón e impresas con tintas de base vegetal. Estas barajas son reciclables.

- Pro Poker peek: Pensadas únicamente y exclusivamente para el juego en casinos. Ligermante biseladas para una mayor facilidad en mezclar.

- Tragic Royalty: Con dorso gris oscuro y rojo, presentan un diseño único de las figuras. Brillan en luz ultravioleta.

- Centurions: Diseño único de fondo negro y borde blanco. Calidad Bicycle.

- Guardians: Basada en el clásico diseño de Bicycle. El diseño del dorso ha sido modernizado con unos Ángeles más floriturescos. No confundir con un naipe negro, ya que sus caras son blancas y sólo el dibujo de su dorso en negro.

- Arcane: El origen de esta baraja está basada en un sueño que tuvo su diseñador. Esta baraja refleja magia pura, mucho misterio y sobre todo fantasia. Dibujos de las caras difuminados. Palos rojos en color rojo. La base es en blanco y negro.

- Karnival: Diseño limitado creado por BigBlindMedia y el renombrado artista francés Sam Hayles. Nuevo diseño de dorso, as de picas, joker y caja. Base en blanco y negro.

- Karnival Assassin: Gran parecido con las Karnival. Incluye palos rojos en color rojo y un diseño un tanto original de los Jokers y de dorsos.

- Karnival Midnight: La edición en negro de la Bicycle Karnival, con cierta variación de diseño y nuevas características, hacen de esta baraja toda una pieza de colección. Calidad Bicycle.